# Uniformologija
Uniformologija je umetnostnozgodovinska veda o razvoju, obliki in pomenu uniform.
Največji slovenski uniformolog je bil dr. Sergej Vrišer.